# Rudolf Schlick
Rudolf Schlick (* 22. Mai 1903 in Ludwigshafen am Rhein; † 3. Dezember 1988 in Würzburg) war ein deutscher Architekt und Baubeamter.

## Leben und Leistungen

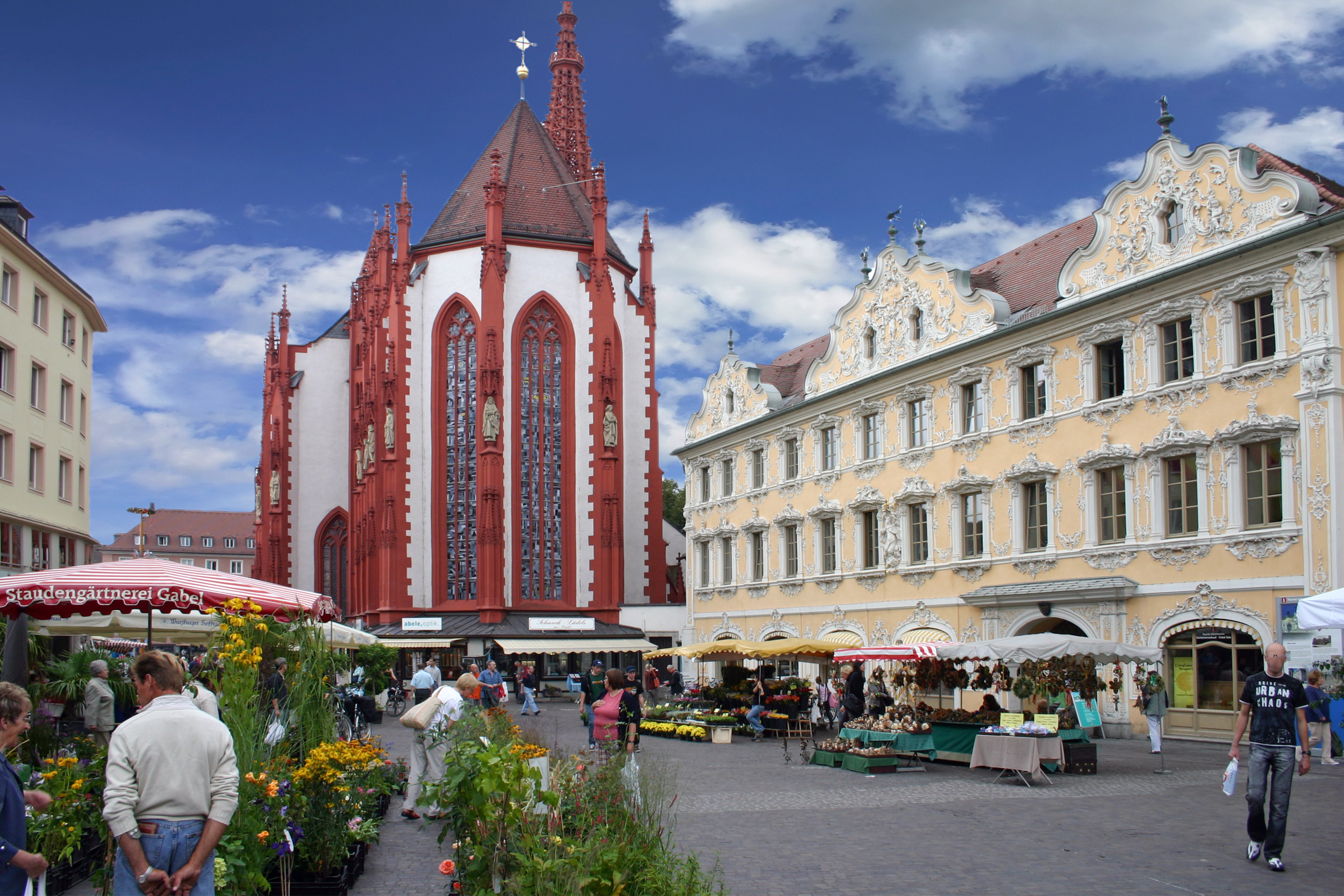
Falkenhaus mit Marienkapelle und Marktständen

Schlick studierte von 1922 bis 1926 an der Technischen Hochschule München Architektur bei Theodor Fischer und German Bestelmeyer. Von 1926 bis 1929 arbeitete er dann als Baureferendar bei der Bauabteilung der Oberpostdirektion Speyer und 1929 am Landbauamt in München. 1929 legte er das Staatsexamen zum Regierungsbaumeister in München ab und war anschließend noch kurze Zeit im Architektenbüro Ott und Timmermann in Bochum (1930) und als Entwurfsarchitekt bei der Baufirma Liebergsell und Lehmann in München (1930–1931) tätig. Anschließend leitete er vom Februar 1931 bis November 1933 die Stadtplanungsabteilung in Würzburg. Am 1. Dezember 1933 übernahm er die Leitung des Baupolizeiamtes mit den Dienststellen Denkmalschutz, Stadtbildverschönerung und Friedhofskunst. 1935 folgte die Ernennung zum städtischen Baurat und Anfang 1939 die Leitung des städtischen Hochbauamtes. Tatsächlich konnte er aber nur kurze Zeit in dieser Position wirken. Am 24. August 1939 wurde er zum Militär einberufen und blieb bis Kriegsende in verschiedenen Positionen bei der Truppe.
Nach dem Krieg war er in unterschiedlichen Funktionen mit dem Wiederaufbau der zerstörten Städte in Bayern tätig. Er war unter anderem für die als vorbildlich gelobten Rekonstruktion der Rokokofassade des Falkenhauses in Würzburg verantwortlich. Schlick distanzierte sich vom Nationalsozialismus, indem er darauf hinwies, eine von ihm geplante Parkanlage in Würzburg wäre von der Stadtverwaltung als „jüdisch-asiatisches Element“ kritisiert worden. In seinem Spruchkammerverfahren wurde er in die Gruppe der Mitläufer eingestuft.
Am 1. August 1948 nahm Schlick seine Tätigkeit bei der Stadt Würzburg als Leiter des städtischen Hochbauamtes wieder auf. 1952 folgte die Ernennung zum städtischen Oberbaurat. 1956 wurde er Leiter des Hochbaureferats mit den Dienststellen Hochbau- und Stadtplanungsamt sowie Bauaufsicht. 1958 wurde er städtischer Baudirektor und 1963 schließlich städtischer Oberbaudirektor. Im Mai 1968 wurde er mit der Verleihung der Silbernen Stadtplakette in den Ruhestand verabschiedet. Zu seinen bedeutendsten Bauten gehört die Mozartschule in Würzburg, ein Musterbau der 1950er Jahre, mit einem elegant-großzügigen Aulagebäude, das aufgrund des separaten Eingangs abends auch für nichtschulische Aufführungen genutzt werden kann.
Heiner Reitberger schrieb über die Leistungen Schlicks für den Wiederaufbau, dass er die Stadt überschaubar halten und den Bürgern möglichst viele Gemütswerte und Erinnerungen an das alte Würzburg erhalten wollte. Er schließt mit dem Lob: „Was Schlick nicht genug gedankt werden kann, ist sein unablässiger, oft erbitterter, manchmal vergeblicher Kampf zur Erhaltung und Neubelebung schöner Ruinen“.

## Werk (Auswahl)
- 1949: Wiederaufbau des Rathauses in Würzburg
- 1950–1951: Wiederaufbau des Falkenhauses in Würzburg
- 1955–1957: Mozartschule in Würzburg (Wandbilder von Curd Lessig, Ludwig Martin, Oskar Martin-Amorbach; Skulpturen von Franz Martin und Helmuth Weber)
- 1960: Volksschule Mönchberg in Würzburg
- 1960–1961: Wohnblock an der Rottendorfstraße in Würzburg

## Publikationen
- mit Erika Brödner: Heimgestaltung. Form und Funktion in der Wohnung. Verlag Die Planung, Darmstadt 1959.